# (537) Pauly
(537) Pauly ist ein Asteroid des Hauptgürtels, der am 7. Juli 1904 von Auguste Charlois in Nizza entdeckt wurde.
Der Asteroid wurde nach dem Linsenhersteller Max Pauly benannt.